# Тюменевский-2-й
Тюменевский−2-й — упразднённый в 1996 году посёлок в Знаменском районе Тамбовской области. Входил в состав Покрово-Марфинского сельсовета, включён в состав деревни Прудки.

## География
Находился к северо-востоку от деревни Прудки, возле небольшого водоёма.

## Топоним
Название связано с деревней Тюменевка Покрово-Марфинского сельсовета. Её название, в свою очередь, восходит к фамилии помещиков Тюменевы, известных с середины XIX века (крестьяне помещика Дмитрия Тюменева упоминаются в исповедной росписи по селу Покрово-Марфино за 1863 год).

## История
Посёлок на картах XX века известен как Тюменевский 2-й, Тюменьский
В 1996 году деревни Новоникольское, Прудки и посёлок Тюменевский-2-й, объединены в единый пункт с наименованием деревня Прудки.

## Инфраструктура
Молочно-товарная ферма.

## Транспорт
Просёлочная дорога. 